# Koichi Fukaura
Koichi Fukaura (深浦 康市) (né le 14 février 1972 à Sasebo) est un joueur professionnel de shogi japonais.

## Biographie

### Premières années
Koichi Fukaura a battu Kōji Tanigawa en 1983 dans une partie à handicap avec une tour d'avance. Il entre l'année suivante au centre de formation de la Fédération japonaise de shogi sous la tutelle de Motoji Hanamura. Il obtient le titre de joueur professionnel en 1991 à l'âge de 19 ans.

### Carrière au shogi
Fukaura dispute sa première finale de titre majeur en 1996 face à Yoshiharu Habu en finale du Ōi, mais perd par 1 victoire contre 4. Il n'en redisputera qu'une décennie plus tard, toujours face à Habu et pour le Ōi, et l'emporte par 4 victoires à 3 pour obtenir ainsi son premier titre majeur. Il conserve son titre en 2008 face à Habu sur le même score et en 2009 face à Kazuki Kimura également sur le score de 4 à 3. Il le perd en 2010 face à Akihito Hirose sur le score de 2 victoires contre 4,.
En 2009 Fukaura devient le 39e joueur à obtenir 600 victoires en partie officielle, puis en 2017 le 19e à en obtenir 800.

## Palmarès
Fukaura a disputé huit finales de titres majeurs, et a remporté le Ōi trois fois. Il a également remporté neuf titres secondaires.

### Titres majeurs
| Titre | Années      | Nombre de victoires |
| ----- | ----------- | ------------------- |
| Ōi    | 2007 – 2009 | 3                   |

### Classement annuel des gains en tournoi
Fukaura a figuré dans le Top 10 du classement annuel des joueurs de shogi remportant le plus de gains (ja) en 1993 et chaque année entre 2003 et 2018 sauf en 2006, 2013 et 2017.
| Année | Montant gagné | Rang |
| ----- | ------------- | ---- |
| 1993  | 21 090 000 ¥  | 8e   |
| 2003  | 33 300 000 ¥  | 6e   |
| 2004  | 23 840 000 ¥  | 8e   |
| 2005  | 19 540 000 ¥  | 10e  |
| 2007  | 33 920 000 ¥  | 5e   |
| 2008  | 34 970 000 ¥  | 5e   |
| 2009  | 48 640 000 ¥  | 3e   |
| 2010  | 31 730 000 ¥  | 5e   |
| 2011  | 21 450 000 ¥  | 6e   |
| 2012  | 21 000 000 ¥  | 8e   |
| 2014  | 17 200 000 ¥  | 8e   |
| 2015  | 23 730 000 ¥  | 9e   |
| 2016  | 18 490 000 ¥  | 10e  |
| 2018  | 21 890 000 ¥  | 10e  |

### Parties commentées
- (en) [vidéo] « Habu - Fukaura (9 juin 2010, Finale du Kisei - première partie) », sur YouTube
- (en) [vidéo] « Habu - Fukaura (27 juin 2010, Finale du Kisei - troisième partie) », sur YouTube
- (en) [vidéo] « Hirose - Fukaura (14 juillet 2010, Finale du Ōi - première partie) », sur YouTube
- (en) [vidéo] « Hirose - Fukaura (30 juillet 2010, Finale du Kisei - deuxième partie) », sur YouTube
- (en) [vidéo] « Hirose - Fukaura (4 août 2010, Finale du Ōi - troisième partie) », sur YouTube